# Dipsacoideae
Dipsacoideae es una subfamilia de Caprifoliaceae. El género tipo es: Dipsacus L.
Anteriormente clasificada en su propia familia Dipsacaceae, contiene unas 350 especies de hierbas y arbustos perennes o bienales repartidos en once géneros. Natural de los climas templados de Europa, Asia y África, aunque ciertas especies se han naturalizado en otras regiones.

## Géneros
- Bassecoia B. L. Burtt
- Cephalaria Schrad.
- Dipsacus L.
- Knautia L.
- Lomelosia Raf.
- Pseudoscabiosa Devesa
- Pterocephalidium G. López
- Pterocephalodes V. Mayer & Ehrend.
- Pterocephalus Adans.
- Lomelosia Raf. ≡ Pycnocomon Hoffmanns. & Link
- Scabiosa L.
- Lomelosia Raf. ≡ Scabiosiopsis Rech. f.
- Scabiosa L.
- Dipsacus L. ≡ Simenia Szabó
- Sixalix Raf.
- Succisa Haller
- Succisella Beck
- Lomelosia Raf. ≡  Tremastelma Raf.
- Trichera Schrad. ≡  Knautia L.
- Triplostegia Wall. ex DC.